# RPG Maker
RPG Maker, es conocido en Japón como RPG Tsukūru (RPGツクール Ārupījī Tsukūru?,  originalmente llamado RPG Construction Tool), recibe el nombre de una amplia serie de programas para el desarrollo de videojuegos de rol de capacidad (RPG) creada por ASCII Corporation, parte de la corporación Enterbrain y publicada por Kadokawa Games. Desde el 2020, la empresa desarrolladora es Gotcha Gotcha Games Inc., tiendo como editor para el mundo a Degica, ambas propiedad de Kadokawa Corporation. 
El nombre japonés, Tsukūru, es un juego de palabras mezclando la palabra japonesa tsukuru (作る), que significa "hacer" o "crear", con tsūru (ツール), la transcripción japonesa de la palabra inglesa "tool" (herramienta, utilidad).
La serie RPG Maker fue publicada inicialmente en Japón, posteriormente con versiones en Hong Kong, Taiwán, y los Estados Unidos.
La más reciente es RPG Maker MZ que, al igual que MV, incluye la posibilidad de crear gráficos en alta resolución, gráficos de 3 capas, batallas frontales o laterales y un nuevo lenguaje de programación para el uso de los scripts.

## Acerca de los RPG Maker
Los RPG Maker permiten al usuario crear sus propios videojuegos de rol. Incluyen un editor de mapas, un editor de eventos y un editor de base de datos. Desde RPGXP -y solo en versiones de PC-, también incluye un editor de scripts, pudiendo ser RGSS (basado en Ruby), C++, Java (para programación en smartphones) o HTML5.
Todas las versiones de RPG Maker de PC y de NEC PC-9801 tienen el RTP (Run Time Package) que incluye materiales como gráficos para los mapas, personajes, música, efectos de sonido, etc. que pueden ser utilizados para crear nuevos juegos. 
Una característica interesante de las versiones de RPG Maker para PC y PC98, es que el usuario puede agregar nuevos materiales gráficos y sonoros personalizados al proyecto.
Muchos sitios y comunidades en la red se dedican a ayudar y compartir sus creaciones con los usuarios, también se dedican a compartir gráficos, sonidos, fondos y demás archivos que ayudan a la elaboración de una nueva creación, o la modificación de una ya creada anteriormente.
Además, fuera de los juegos RPG, todas las versiones de RPG Maker también puede crear otros géneros, pudiendo ser aventura (como Yume Nikki), o novela visual mediante eventos del juego o, desde RPGXP, mediante scripts.

## Versiones de PC
Nota: Sólo se incluyen entregas para Windows. Esta lista no incluye las entregas para otros sistemas o computadoras.

### RPG Maker 95
RPG Maker 95 (popularmente abreviado como RM95 o RPG95) es la primera versión publicada para Windows, en japonés, por parte de ASCII. A pesar de ser una versión más antigua, RPG Maker 95 dispone de mayor resolución de pantalla y de gráficos de mapa y personajes que su sucesor, RPG Maker 2000. 

### RPG Maker 2000
RPG Maker 2000 (popularmente abreviado como RM2k) es la segunda versión de RPG Maker para Windows. A pesar de la reducción de resolución gráfica con respecto a RPG Maker 95, RPG Maker 2000 dispone de más prestaciones, por ejemplo, los gráficos de mapeados y personajes se cargan en archivos por separado, a diferencia de su predecesor, el cual quedaba muy limitado. Requiere una resolución de al menos 800x600 para usar el editor y 640x480 para los juegos. La versión VALUE! incorpora soporte para archivos MP3, y req. Windows 98 para funcionar. La versión VALUE!+ soporta Windows Vista en adelante, pero req. una resolución de al menos 1024x768 para usar el editor y Windows XP para funcionar. Esta última versión también está disponible a través de Steam. Si bien el editor se vende por separado, el RTP, que es un paquete de material multimedia, se descarga gratis desde su sitio de origen y rebajaba el peso del resto de los juegos creados con el editor, pero depende mucho del RTP para funcionar, ya que daban errores de archivos faltantes si el RTP no estuviese instalado.

### RPG Maker 2003
RPG Maker 2003 (popularmente abreviado como RM2k3) es, a nivel técnico, una pequeña modificación de RPG Maker 2000, que apenas ofrece cambios importantes como entre 95 y 2000. Su principal característica es el ATB (Active Turn Battle, o batalla de turno activo), que tiene una apariencia similar a la de los videojuegos Final Fantasy de Super Nintendo y PlayStation juntos. RPG Maker 2003 permite importar juegos creados con RPG Maker 2000 conservando la mayoría de gráficos, tan solo necesitando aportar los necesarios para el sistema de batalla. RPG Maker 2003 es la primera versión ya lanzada por Enterbrain tras los acuerdos con ASCII en 2001. También su sistema de combates es lateral y no se puede cambiar por defecto. Se puede cambiar únicamente con engines que son una forma fácil de crear acciones. Se puede usar el programa en Windows XP, pero puede correr los juegos creados para versiones superiores de Windows, al menos en su versión japonesa. Esto es muy diferente a su sucesor RPG Maker XP, el cual poseía un sistema de combates frontal totalmente cambiable con scripts. A pesar de que la versión japonesa ya no tiene soporte con Windows Vista y desde el 7, la versión norteamericana, el 24 de abril de 2015, fue lanzada en Steam, con soporte para funcionar también en dichos sistemas (exc. en sistemas x64).

### RPG Maker XP
RPG Maker XP (popularmente abreviado como RMXP) es el primer RPG Maker que hizo uso de Ruby (cuyo motor llamado Ruby Game Scripting System, abreviado como RGSS, en español Sistema de Script de Juegos en Ruby), proporcionándole capacidades de programación. Por otra parte, numerosas características bastante habituales y utilizadas en RPG Maker 2000 y 2003 fueron eliminadas.
RPG Maker XP trabaja a igual resolución gráfica que RPG Maker 95 (640x480 píxels), pero requiere 1024x768 para usar el editor. Destaca el tamaño de los gráficos de personaje, la mayor profundidad de color y transparencias parciales (gracias a la posibilidad de utilizar imágenes con formato PNG). También existen otros cambios a nivel técnico, como mayor número de capas de edición en los mapas, en concreto tres. Incluye herramientas como un gestor de archivos que contiene desde tilesets (Antes de RPGXP, eran llamados chipsets) hasta música para el juego. Fue la primera entrega en soportar archivos de audio en OGG.
RPG Maker XP posee comandos de evento con los que es posible realizar una gran variedad de operaciones, ya sea con matemáticas como las variables, u otros procesos para el juego como cambiar personajes, etc. Para principiantes es más recomendable utilizar otros editores a excepción del RPG Maker 95, ya que tienen más funciones que se perdieron en el RMXP, las cuales necesitan ser programadas en los Scripts en esta versión: los Scripts se hacen de forma fácil para un programador (Ruby es de programación muy sencilla), pero de forma difícil para alguien que no esté familiarizado con la programación. Mediante Scripts se puede crear juegos con sistemas ATB, CTB, ADB (como en FFXII), rol de acción e incluso plataformas. 
A diferencia de la versión anterior, RPGXP usa un sistema de batalla frontal más simple que se limita a mostrar un gráfico estático por enemigo y personaje en fondos de batalla (llamados battlebacks).
Con la aparición de Windows Vista, muchos usuarios tuvieron dificultades al ejecutar el editor o los juegos. Las versiones Value y Value+ arreglaron dichas fallas.

### RPG Maker VX
RPG Maker VX (popularmente abreviado como RMVX). Hereda la potencia de RPG Maker XP para los scripts (RGSS, pero mejorado y llamado RGSS2) y recupera aspectos de versiones anteriores como RPG Maker 2000, como vehículos y gráficos de cara en los mensajes. Y la mejora de poder cambiar el color de "ventana" de mensajes y de menú. También es vendido con el RTP Extension llamada samurai. Se redujo el req. de pantalla para los juegos a 544x416. El framerate aumentó a 60 FPS (comparado con los 20/40 FPS de RPGXP).
Mediante Scripts se puede crear juegos con sistemas ATB, CTB, Optima (o Command Sinergy, como en FFXIII), rol de acción e incluso plataformas. Desgraciadamente, no puede tener múltiples tilesets durante el mapeado, y los parámetros de personaje regresaron a los originales de RM2k. Usuarios experimentados se las ingenian para agregar más gráficos de tileset mediante scripts.
Una versión VALUE! incluye el pack Samurái, pero los requerimientos mínimos aumentaron para coincidir con su secuela, VX Ace.

### Pixel Game Maker MV
Sistema Operativo (SO): Windows XP/Vista/7. Su lanzamiento como "Action Game Tsukuru" en Japón fue retrasado hasta el 9 de marzo de 2009. El editor, a diferencia de las versiones anteriores, permite crear juegos de plataforma, de disparos, o de rol de acción sin la necesidad de conocer como programar en Ruby. Originalmente soporta ActionScript, pero los autores también programan sus juegos con otros lenguajes como C++ o JavaScript.

### RPG Maker VX Ace
RPG Maker VX Ace (popularmente abreviado como VXAce, o RMVXA). Hereda la potencia y entorno de trabajo de RPG Maker VX (RGSS2 pero mejor ahora llamado RGSS3) y recupera aspectos de versiones anteriores como RPG Maker 2000 y XP, como vehículos y gráficos de batalla además de cambiar el algoritmo de ataques. Además, los escenarios de batalla se dividieron en dos partes, y ya es posible agregar más tile sets. Si no se especifica fondos de batalla, para el mapamundi se muestran los fondos genéricos para cada tipo de terreno, y en los demás mapas, se usa la animación por defecto de RPGVX.
Mediante el nuevo sistema de script (RGSS3) se han creado paquetes de cambio de interfaz como Luna Engine, y el motor de acciones como Yanfly's Engine Ace, así como se puede crear juegos con sistemas ATB, CTB, rol de acción e incluso plataformas. El RTP de RPGVX es rediseñado para el VXAce. Ataques, conjuros y objetos ya pueden editar sus fórmulas de daño y recuperación. Tanto en su sitio oficial como en Steam se venden packs gráficos, de audio, o scripts escritos en RGSS3 de forma oficial.
A diferencia de otras versiones, esta fue la primera entrega del editor en incluir el español desde Steam.

### RPG Maker MV
Publicado el 23 de octubre de 2015 por Degica Games, incluye gráficos de alta resolución, gráficos de 3 capas y Hereda la potencia y entorno de trabajo de RPG Maker VX Ace y 2003, pero req. 720p para usar el editor y los juegos. El editor es instalable en Windows y en MAC. Puede optar por batalla frontal (como algunos juegos de Dragon Quest) o lateral (como en la mayoría de los juegos de Final Fantasy). 
Los scripts cambiaron de lenguaje de programación, por lo que se debe programar en Javascript en vez de Ruby, con adición de varios plugins. Los mapas, la lista de objetos, personajes, sistema, entre otros, son programados además en JSON. Adicionalmente, Yanfly eliminó todo el contenido de VX Ace y todos los scripts fueron convertidos en plugins de RPGMV, y algunos plugins son vendidos por Yanfly, y el pack inicial se descarga de manera gratuita. Los scripts de VX Ace creados por Yanfly fueron recuperados en otro sitio y mantenidos por otro usuario. Es posible que algunos plugins no sean compatibles con los de Yanfly o con los de otros autores.
En cuanto a gráficos, se ampliaron a 1,5x el tamaño de los demás editores, pero rebajan el tamaño de los mapas a 256x256 tiles en vez de los originales 500x500. Como contrapartida, se puede guardar 2000 mapas, personajes, objetos (divididos en objetos normales, armas y protectores), enemigos, estados y animaciones. Tanto en su sitio oficial como en Steam se venden packs gráficos, de audio, o plugins escritos en Javascript de forma oficial. Otros editores también los venden desde sus tiendas como itch.io.
Para evitar el riesgo de piratería, ahora los juegos completos se encriptan con un número de serie (generado por su autor), y el RTP ya viene incorporado con el editor. Solo soporta OGG, pero adicionalmente, se agrega M4A para los archivos de audio. Los juegos completos ya se pueden jugar en MAC, dispositivos móviles o vía web. En 2019 fue lanzado para Nintendo Switch y Playstation 4. En un principio, iba a salir en Xbox One pero, debido a problemas durante el desarrollo, se tuvo que cancelar.

### RPG Maker MZ
Publicado el 20 de agosto de 2020 solo para equipos x64, contiene casi las mismas funciones que su precuela, pero incluye la función de autoguardado, el sistema Effekseer y funciones rescatadas de RPGXP.

## Otras versiones

### RPG Maker Super Dante
RPG Maker Super Dante es la primera versión de RPG Maker exclusivamente para Super NES y publicada el 1995. Esta entrega es una conversión de RPG Tsukūru Dante 98. Posteriormente se lanzó en Satellaview.
Se hizo dos parches de traducción al inglés: uno por KanjiHack y otro por MageCraft, en ambos casos, sin terminar, debido a que ambos grupos fueron perseguidos por ASCII por infringir derechos de autor.

### RPG Maker 2 (SNES)
RPG Maker 2 es la segunda versión de RPG Maker exclusivamente para Super NES y publicada el 1996. A diferencia de la versión anterior, esta incluye un editor de vehículos. Se hizo un parche de traducción por parte de KanjiHack, pero sin terminar, debido a que fue perseguido por ASCII por infringir derechos de autor.

### RPG Maker DS
RPG Maker DS (abreviado como RMDS o RPGDS) es la primera versión de RPG Maker para Nintendo DS, con una nueva interfaz y nuevos gráficos. La interfaz de batalla se puede ver a los personajes en la pantalla frontal y a enemigos en la pantalla táctil. Como novedad, es posible crear hasta 12 personajes con el editor de personajes, contenido descargable y editor rediseñado para su uso con lápiz táctil. Es la primera vez que un editor de consola se fuera a Windows XP, siendo posible editar juegos para DS.

### RPG Maker DS+
RPG Maker DS (abreviado como RMDS+ o RPGDS+) es la segunda versión de RPG Maker para Nintendo DS. No incluye demo técnica pero ahora es más ahorrativa en cuanto al tamaño de los archivos creados debido a que su precuela pesa tanto. Todo material medieval es remplazado por el triple pack para crear juegos Sci-Fi, ambientados en Japón medieval o basados en la actualidad. Los BGM del juego son extraídas del VXAce.

### RPG Maker Fes
RPG Maker Fes (abreviado como RMFes o RPGFes) es una versión de RPG Maker exclusivamente para Nintendo 3DS, con una nueva interfaz y nuevos gráficos. Contiene muchas mejoras que no estaban incluidas en las versiones de Nintendo DS.

## Versiones fuera de Japón
Antiguamente, cada versión para PC de RPG Maker ha sido distribuida ilegalmente a través de internet. RPG Maker 95, así como parches de traducción para los títulos de Super Nintendo RPG Maker Super Dante y RPG Maker 2 fueron traducidos y distribuidos por un grupo llamado KanjiHack. En 1999 KanjiHack cesó su actividad tras recibir un e-mail por parte de los abogados de ASCII. RPG Maker 95 fue retraducido y publicado con una traducción más completa bajo el nombre "RPG Maker 95+" por parte de un programador ruso, bajo el apodo de Don Miguel, el cual tradujo y lanzó más adelante RPG Maker 2000. Versiones posteriores, RPG Maker 2003 y RPG Maker XP fueron traducidas de forma similar y distribuidas por otro programador bajo el apodo de RPG Advocate. Poco después eliminó las traducidas y parches de su página web y en los últimos días se limitaba a promocionar la ya existente versión oficial en inglés del programa. En la actualidad todas estas traducciones siguen hoy en día circulando por la red, a pesar de que sus autores reivindican que se paren de distribuir.
RPG Maker XP sería la primera entrega en traducir oficialmente el 2005. Años después, se tradujeron las versiones VX y VX Ace. Degica inició las traducciones desde 2010 para otras versiones, empezando con RPG Maker 2000 y 2003.

## Cronología de la serie RPG Maker
| Título                                         | Sistema                                                 | Lanzamiento                 | Lanzamiento              | Desarrollador       | Editor                                                 |
| Título                                         | Sistema                                                 | Área de distribución actual | Fecha inicial            | Desarrollador       | Editor                                                 |
| ---------------------------------------------- | ------------------------------------------------------- | --------------------------- | ------------------------ | ------------------- | ------------------------------------------------------ |
| Mamirin                                        | PC-8801                                                 | Japón                       | 1988                     |                     | ASCII                                                  |
| Dungeon Manjirou                               | MSX 2                                                   | Japón                       | 1988                     |                     | ASCII                                                  |
| RPG Construction Tool : Dante                  | MSX 2                                                   | Japón                       | 8 de febrero de 1990     |                     | ASCII                                                  |
| Dante 2                                        | MSX 2                                                   | Japón                       | 8 de febrero de 1992     |                     | ASCII                                                  |
| Chimes Quest                                   | PC-9801                                                 | Japón                       | 1992                     |                     | ASCII                                                  |
| RPG Tsukūru Dante 98                           | PC-9801                                                 | Japón                       | 10 de diciembre de 1992  |                     | ASCII                                                  |
| Dungeon RPG Tsukūru Dan-Dan Dungeon            | PC-9801                                                 | Japón                       | 28 de abril de 1994      |                     | ASCII                                                  |
| RPG Tsukūru Super Dante                        | Super Famicom                                           | Japón                       | 31 de marzo de 1995      |                     | ASCII                                                  |
| RPG Tsukūru Dante 98 II                        | PC-9801                                                 | Japón                       | 14 de julio de 1996      |                     | ASCII                                                  |
| RPG Tsukūru 2                                  | Super Famicom                                           | Japón                       | 31 de enero de 1996      |                     | ASCII                                                  |
| RPG Tsukūru 95                                 | Windows 95                                              | Japón                       | 28 de marzo de 1997      |                     | ASCII                                                  |
| Simulation RPG Tsukūru                         | Sega Saturn, PlayStation                                | Japón                       | 17 de septiembre de 1998 |                     | ASCII                                                  |
| Enterbrain Collection : Simulation RPG Tsukūru | PlayStation                                             | Japón                       | 29 de noviembre de 2001  |                     | Enterbrain                                             |
| Simulation RPG Tsukūru                         | Microsoft Windows                                       | Japón                       | 29 de mayo de 1998       |                     | ASCII                                                  |
| RPG Tsukūru 3                                  | PlayStation                                             | Japón                       | 27 de noviembre de 1997  |                     | ASCII                                                  |
| PlayStation the Best : RPG Tsukūru 3           | PlayStation                                             | Japón                       | 19 de noviembre de 1998  |                     | ASCII                                                  |
| RPG Maker                                      | PlayStation                                             | EE. UU.                     | 18 de septiembre de 2000 |                     | Agetec                                                 |
| RPG Tsukūru GB                                 | Game Boy Color                                          | Japón                       | 17 de marzo de 2000      |                     | ASCII                                                  |
| RPG Maker 2000                                 | Microsoft Windows (x86)                                 | Mundial                     | 5 de abril de 2000       |                     | ASCII Enterbrain                                       |
| RPG Tsukūru 4                                  | PlayStation                                             | Japón                       | 7 de diciembre de 2000   |                     | Enterbrain                                             |
| Uchujin Tanaka Tarou De RPG Tsukūru GB 2       | Game Boy Color                                          | Japón                       | 20 de julio de 2001      |                     | Enterbrain                                             |
| RPG Tsukūru 5                                  | PlayStation 2                                           | Japón                       | 8 de agosto de 2002      |                     | Enterbrain                                             |
| RPG Maker 2                                    | PlayStation 2                                           | EE.UU.                      | 28 de octubre de 2003    |                     | Agetec                                                 |
| RPG Maker 2003                                 | Microsoft Windows (x86)                                 | Mundial                     | 18 de diciembre de 2002  |                     | Enterbrain                                             |
| RPG Tsukūru α                                  | Microsoft Windows (x86)/Teléfono móvil                  | Japón                       | 18 de diciembre de 2002  |                     | Enterbrain                                             |
| RPG Tsukūru Advance                            | Game Boy Advance                                        | Japón                       | 25 de abril de 2003      |                     | Enterbrain                                             |
| RPG Maker XP                                   | Microsoft Windows (x86)                                 | Mundial                     | 22 de julio de 2004      |                     | Enterbrain                                             |
| RPG Tsukūru                                    | PlayStation 2                                           | Japón                       | 16 de diciembre de 2004  | Run Time            | Enterbrain                                             |
| RPG Maker 3                                    | PlayStation 2                                           | EE. UU.                     | 21 de septiembre de 2005 | Run Time            | Agetec                                                 |
| RPG Tsukūru for Mobile                         | Microsoft Windows/Teléfono móvil                        | Japón                       | 17 de abril de 2006      |                     | Enterbrain                                             |
| RPG Maker VX                                   | Microsoft Windows                                       | Mundial                     | 27 de diciembre de 2007  |                     | Enterbrain                                             |
| RPG Tsukūru DS                                 | Nintendo DS                                             | Japón                       | 11 de marzo de 2010      |                     | Enterbrain                                             |
| RPG Maker VX Ace                               | Microsoft Windows                                       | Mundial                     | 15 de diciembre de 2011  | Kadokawa Games      | Enterbrain Gotcha Gotcha Games                         |
| RPG Tsukūru DS+                                | Nintendo DS                                             | Japón                       | 15 de diciembre de 2011  | Kadokawa Games      | Enterbrain                                             |
| RPG Maker MV                                   | Windows 7, Macintosh, Linux, iOS, Android, HTML5        | Mundial                     | 23 de octubre de 2015    | Kadokawa Games      | Enterbrain Gotcha Gotcha Games                         |
| RPG Maker Fes                                  | Nintendo 3DS                                            | Mundial                     | 24 de noviembre de 2016  | Kadokawa Games      | Enterbrain NIS America (fuera de Japón)                |
| RPG Maker MZ                                   | Windows 10 (X64), Macintosh, Linux, iOS, Android, HTML5 | Mundial                     | 20 de agosto de 2020     | Kadokawa Games      | Enterbrain Gotcha Gotcha Games Degica (fuera de Japón) |
| RPG Maker WITH                                 | Nintendo Switch, PlayStation 4 y 5                      | Mundial                     | 11 de abril de 2024      | Gotcha Gotcha Games | Gotcha Gotcha Games NIS America (fuera de Japón)       |

Nota
- Marca  Parcial: solo se pueden crear juegos para esos sistemas, pero no se pueden usar el editor en estos.

## Juegos destacados
Algunos desarrolladores que han creado juegos destacados usando el motor de RPG Maker son:
| Desarrolladores                   | Juego(s)                      | RPG Maker | Género                      |
| --------------------------------- | ----------------------------- | --------- | --------------------------- |
| 773                               | Cherry Tree High Comedy Club  | XP        | Aventura                    |
| Danny Ledonne                     | Super Columbine Massacre RPG! | 2000      | RPG                         |
| Dark Gaia Studios                 | One Night Trilogy             | VX        | Terror                      |
| Freebird Games                    | To the Moon                   | XP        | Aventura, drama psicológico |
| Fummy                             | The Witch's House             | VX, MV    | Terror, puzles              |
| Ghosthunter                       | Grimm's Hollow                | 2003      | RPG de aventura             |
| Hoshikuzu KRNKRN                  | Angels of Death               | VXA       | Terror psicológico          |
| Kikiyama                          | Yume Nikki                    | 2003      | Terror psicológico-aventura |
| Kouri                             | Ib                            | 2000      | Terror psicológico          |
| Laura Shigihara                   | Rakuen                        | XP        | Aventura                    |
| Little Cat Feet                   | OneShot                       | 2003, XP  | Aventura, puzles            |
| Lucky Cat                         | The Silent Kingdom            | MV        | RPG, otome                  |
| Mason Lindroth                    | Hylics                        | VXA       | RPG surrealista             |
| Mortis Ghost                      | Off                           | 2003      | RPG surrealista             |
| Noprops                           | Ao Oni                        | XP        | Terror                      |
| Nishida Yoshitaka "Yubiningyō"    | Palette                       | 95        | Terror psicológico          |
| OMOCAT                            | Omori                         | MV        | Terror psicológico          |
| Sherman3D                         | Alpha Kimori                  | VX        | RPG                         |
| Stephen "thecatamites" Gillmurphy | Space Funeral                 | 2003      | RPG surrealista             |
| Temmie Chang                      | Escaped Chasm                 | MV        | Aventura                    |
| Team GrisGris                     | Corpse Party                  | 98        | Terror, puzles              |